# José Gascó Oliag

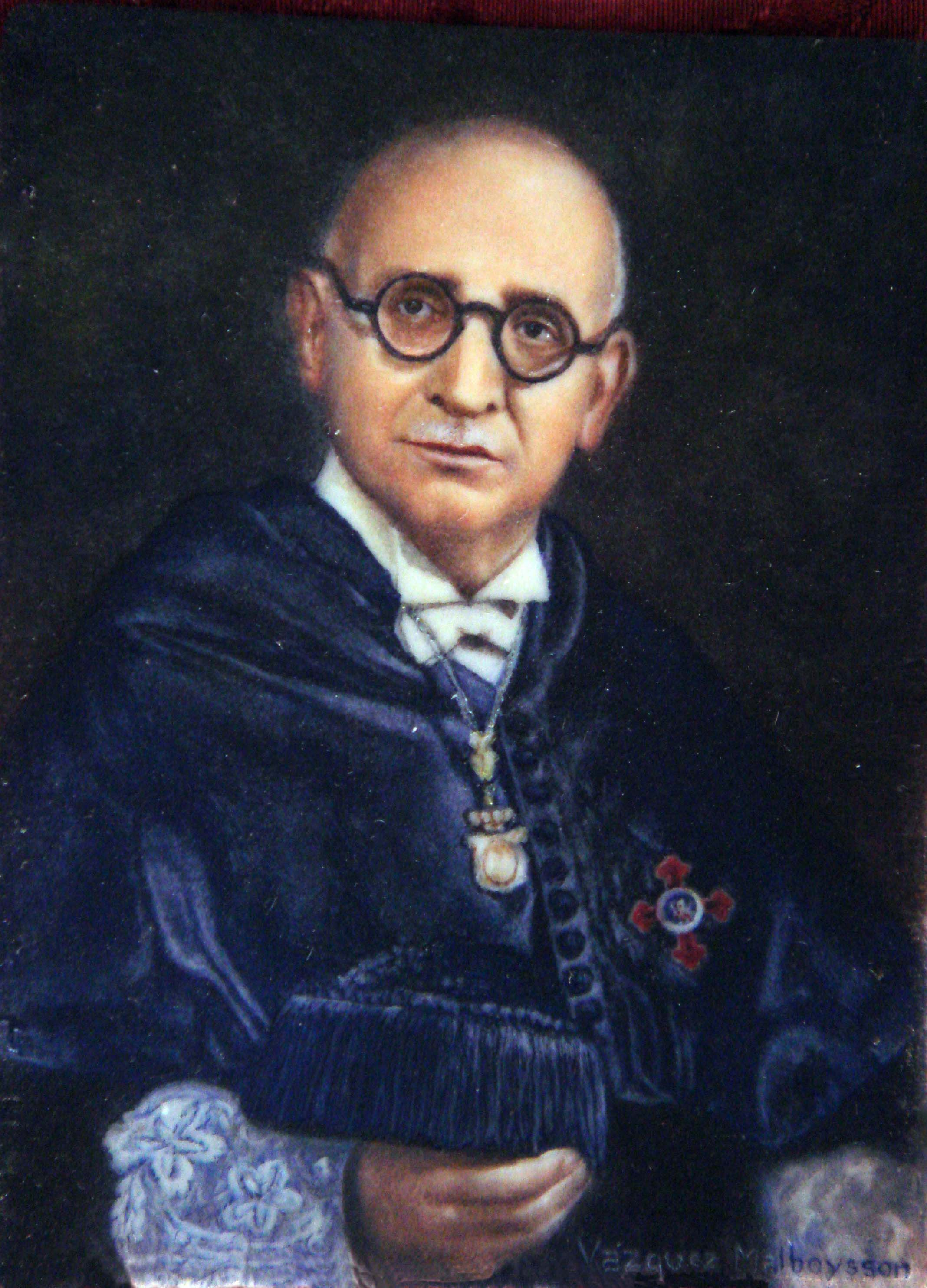
Catedrático de Química Inorgánica y Vicerrector de la Universidad de Valencia

José Gascó Oliag (Valencia, 30 de mayo de 1879-20 de enero de 1947) fue un químico español. Catedrático de Química Inorgánica y de Química Técnica y Electroquímica de la Universidad de Valencia; profesor de la escuela de Cerámica de Manises; secretario de la Facultad de Ciencias de Valencia desde 1919 hasta 1930; Vicerrector de la Universidad de Valencia; pirotécnico.
Le fue otorgada Encomienda con placa de la Orden de Alfonso X el Sabio.
Comenzó los estudios de Derecho que abandonó tras acabar el primer curso, optando por los estudios de Ciencias Físico-Químicas, graduándose como licenciado en la Universidad de Valencia. Obtuvo el grado de Doctor en 1903 en la Universidad de Madrid con la tesis "Las sales sulfonitrogenadas". Obtuvo la calificación de Sobresaliente y Premio Extraordinario.
También estudió las licenciaturas de perito químico y mecánico, instalando en 1904 un laboratorio de análisis químicos industriales en su casa situada primero en la calle Conde Montornés y posteriormente en la Calle de Jovellanos con gran oposición de su familia que lo criticaba diciendo cada día “si se iba a la cocina de Montornés” (calle cercana al domicilio familiar); realizó gran número de trabajos y guardaba las muestras de sus análisis hasta 5 años.  Como dijo Eduardo Primo Yúfera puso orden en la producción industrial Valenciana y el mercado de abonos, aceites minerales y combustibles. Fue ejemplo paradigmático entre ciencia y sociedad.

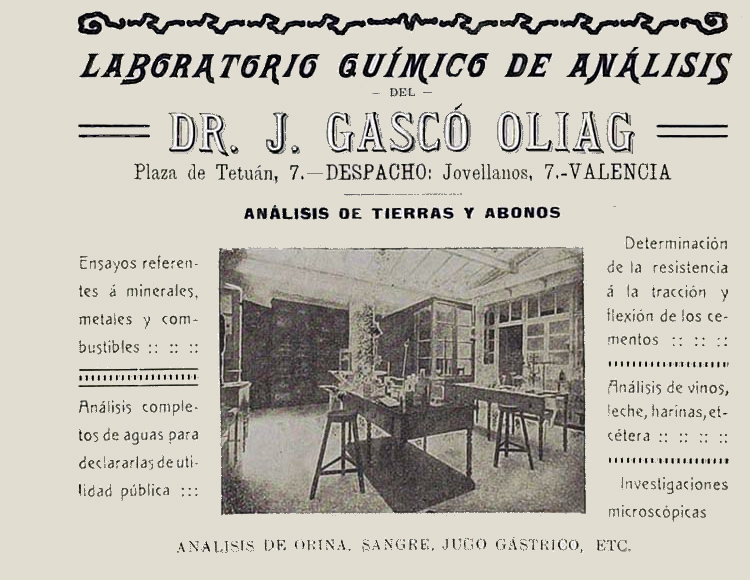
Anuncio del Laboratorio José Gascó del catálogo de la Exposición Universal

En el I Congreso de la Asociación Española para el Progreso de las Ciencias, celebrado en 1909 durante la Exposición Regional Valenciana, fue nombrado Presidente de la Sección de Ciencias Físico-químicas Enrique Castell Oria y Secretario Juan Codoñer Alegre. Al año siguiente, en el II Congreso celebrado en Valencia en un escrito firmado por Bermejo, Enrique y Fernando Castell, Juan y Miguel Codoñer, José Gascó y Rafael Vilar, todos pedirían que se hiciera extensivo a toda la familia química incluyendo la Química Orgánica, nomenclatura que se aprobó en el  Congreso de Ginebra de 1892, pero ocasionaría un debate que duraría meses.
Profesor en la Universidad de Valencia entre 1914 y 1936, nombrado vicerrector en 1930, rehabilitado en 1939 y vuelto a nombrar Vicerrector.
Fue miembro de la Real Academia de Medicina de la Comunidad Valenciana y socio fundador de la Real Academia de Física y Química. Presidente de la Asociación Española del Progreso de la Ciencia. Concejal del Ayuntamiento de Valencia. Director del Centro de Cultura Valenciana.
En octubre de 1929 en la solemne apertura de curso 1929-1930 de la Universidad de Valencia, pronunció el discurso inaugural sobre el tema “La Química al servicio de la Patria” siendo Rector de la misma D. Joaquín Ros. En el cual defendía la necesidad de aparición de leyes estatales que protegieran a la industria del intrusismo de profesionales nacionales y extranjeros que sin poseer título universitario interferían en la industria, lo recalcaba con estas palabras: "...reivindicar un título académico y determinar su carácter profesional".
En este mismo discurso las palabras finales fueron:
```

```

“Honremos a los sabios, démosles mayores honores, facilitemos sus trabajos de investigación; cuantos esfuerzos se hagan en este sentido, no serán sino anticipos de los que la Patria obtendrá con el tiempo beneficios incalculables”.

El 24 de marzo de 1930 estuvo en Valencia durante unas horas, el ministro de Instrucción Pública, Sr. D. Elías Tormo, siendo el motivo de su viaje el deseo de cambiar impresiones con el claustro de la Universidad de Valencia para la designación de un nuevo rector, por dimisión de D. Joaquín Ros y regresaría a Madrid aquella misma noche. Pocos días después se recibieron los nombramientos de Rector y Vicerrector a favor de los señores D. José Zumalacárregui y D. José Gascó Oliag, respectivamente.
En diciembre de 1932 en la Segunda Reunión Anual de la Sociedad Española de Física y Química que se celebró en Barcelona, José Gascó Oliag fue elegido Presidente de la sección de Química Inorgánica y Analítica.
Al heredar una Pirotecnia de su abuelo Salvador Oliag Canet en Godella, dedicó mucho trabajo y conocimientos a este trabajo artístico y pirotécnicos de su época, tal como Bronchú y Caballer, con frecuencia recurrían a él y les asesoraba en esta materia. Además de un trabajo, era una diversión para él y le gustaba presentar sus descubrimientos de manera personal y divertida. Así cuando tenía preparada una cosa nueva, convidaba a cenar amigos fabricantes de productos pirotécnicos y en el jardín de su casa de Godella les sorprendía con nuevas formas y colores. Parece que va a ser el primero en conseguir un color violeta que se había resistido durante mucho tiempo a los pirotécnicos de la época.
La apertura de curso de la Universidad en octubre de 1944 revistió especial solemnidad por la presencia del Ministro de Educación Nacional, José Ibáñez Martín, el cual tenía que inaugurar el nuevo edificio de la Facultad de Ciencias.
Al día siguiente se celebró en el Paraninfo de la Universidad el acto de imponerle el propio ministro al magnífico Rector la  gran cruz de Alfonso X El Sabio. En este acto hablaron ensalzando la labor del maestro, el Vicerrector don José Gascó Oliag, don Rafael Cerezo como representante del CEU, el doctor Peris Estruch por el Colegio de Médicos, el doctor López Yago como Decano del Colegio Médico, el alcalde conde Trénor, el gobernador señor Laporta y finalmente el doctor Rodríguez-Fornos.
El día 7 se celebró la inauguración del nuevo edificio de la Facultad de Ciencias, pronunciando discursos el doctor Beltrán, el Rector y el Ministro. Asistió a la inauguración de otros centros y recibió numerosas muestras de cariño, pues en esta ciudad había cursado la carrera de Derecho. José Gascó Oliag era hombre con estilo franco, directo y sin reservas mentales, dotado de finísimo sentido del humor. Se cuenta que cuando acudió dicho ministro José Ibañez Martín a inaugurar la nueva Facultad de Ciencias, hoy en día sede del Rectorado de nuestra Universidad, preguntó al entrar en el centro el Ministro por el destino que se iba a dar a las dos hornacinas situadas en la rotonda de entrada, hoy desaparecidas por las reformas, y Don José con sonrisa cordial contestó sin inmutarse: ¨.... son para las dos únicas mujeres de la limpieza que nos permite el presupuesto de la Facultad” (Primo Yúfera)
En 1937 es depuesto Fernando Rodriguez-Fornos por motivos políticos y regresa a Salamanca, donde pasaría la Guerra Civil. Al finalizar la guerra regresa a Valencia, primero recupera su cátedra y en 1941 vuelve a ser nombrado Rector de la Universidad de Valencia, cargo que conservaría hasta su muerte. Igualmente José Gascó Oliag que también fue depuesto recuperaría su cátedra y el Vicerrectorado. Durante este rectorado Rodriguez-Fornos se esforzó por la mejora de las infraestructuras de la Universidad de Valencia, que mejoraron también a la propia ciudad de Valencia.

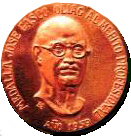
Medalla Premio José Gascó Oliag (Colegio Oficial de Químicos de la Comunidad Valenciana)

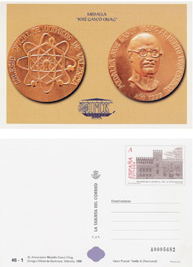
Tarjeta Postal 40 aniversario de la medalla Gascó Oliag

Su última disertación fue la presentada en 1945 en el salón de actos de la Feria Muestrario Internacional que versó sobre "La corrosión de los metales" y tuvo gran repercusión científica, tanto nacional como internacional.
El 20 de enero de 1947 fallece a los 67 años de edad.

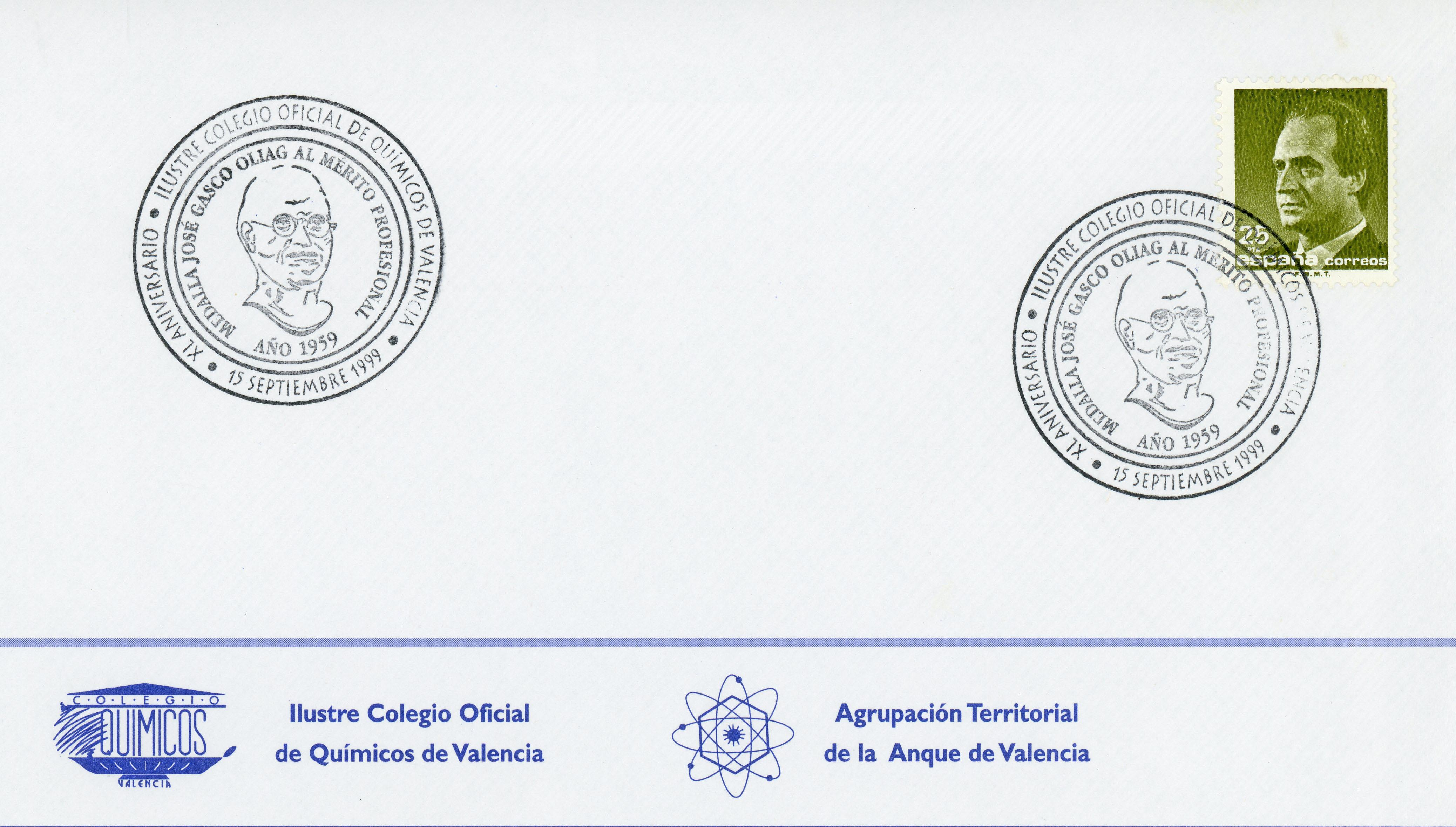
Matasellos 40 aniversario de la medalla Gascó Oliag

En 1959 siendo Presidente del  Ilustre Colegio Oficial de Químicos de Valencia Eduardo Primo Yúfera, se crea la “Medalla Gascó Oliag” al mérito profesional de la Química para aquellos profesionales que destacan cada año en la Comunidad Valenciana. En su discurso señalaba 

“..Por todas estas razones, por otras muchas que no caben en esta ofrenda y por la suprema razón del cariño que los químicos valencianos profesaron a su persona, el Colegio Oficial de Doctores y Licenciados en Ciancias Químicas y Físico-químicas ha querido honrarse honrando su memoria, dando su nombre a la medalla para premiar el mérito profesional de sus colegiados”.

Posteriormente en su XL Aniversario la Fábrica Nacional de Moneda y Timbre editó un matasellos y tarjetas de correos para conmemorar ésta efeméride.